# Liste der Monuments historiques in Caulnes
Die Liste der Monuments historiques in Caulnes führt die Monuments historiques in der französischen Gemeinde Caulnes auf.

## Liste der Bauwerke
| Bezeichnung      | Beschreibung                              | Standort | Kennzeichnung | Schutzstatus | Datum | Bild           |
| ---------------- | ----------------------------------------- | -------- | ------------- | ------------ | ----- | -------------- |
| Manoir du Verger | Herrenhaus, erbaut im 16./17. Jahrhundert | (Lage)   | PA00089058    | Inscrit      | 1980  |                |
| Kirche St-Pierre | Erbaut im 15. Jahrhundert                 | (Lage)   | PA00089057    | Inscrit      | 1925  | weitere Bilder |

## Liste der Objekte

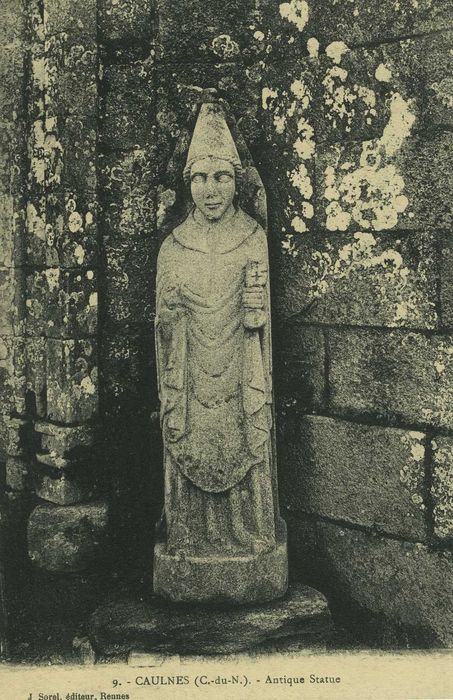
Skulptur des Apostels Petrus (17. Jahrhundert) in der Kirche St-Pierre

- Monuments historiques (Objekte) in Caulnes in der Base Palissy des französischen Kultusministeriums